# Asiatisk dværghjort
Asiatisk dværghjort (latin: Tragulus javanicus) er med en skulderhøjde på 20 cm og en vægt på 1,5-2,5 kg verdens mindste Parrettåede hovdyr af Drøvtyggerfamilien.
Ud over den Asiatiske dværghjort findes yderligere to arter af dværghjorte udbredt i asien og en art udbredt i Afrika. Den største art, vanddværghjort latin: Hyemoschus aquaticus, har en skulderhøjde på 40 cm. Asiatisk dværghjort lever i de sydøstasiatiske regnskove i Thailand, Malaysia og Indonesien. De lever solitært, og mødes kun i parringstiden.
Dværghjorte menes i evolutionen at være udskilt fra de øvrige drøvtyggere på et meget tidligt tidspunkt, og de har fællestræk både med drøvtyggere og ikke-drøvtyggere. Ligesom hos de øvrige drøvtyggere er deres mave opdelt i flere kamre, dog er bladmaven meget lille.
Dværghjorte mangler enhver form for horn eller gevir. Dværghjortene har en del fællestræk med svin, blandt andet i parringsadfærden, der i form og varighed mere minder om svinenes end om de øvrige drøvtyggeres.